# Ignacy Boniec
Ignacy Boniec (ur. 18 sierpnia 1877 w Szkudli, zm. 18 kwietnia 1963 w Studziannie) – włościanin, powstaniec wielkopolski, weteran I wojny światowej, pruski ochotnik w czasie powstania bokserów w Chinach, sołtys Studzianny w latach 1919–1959.

## Życiorys

### Młodość
Ignacy Boniec przyszedł na świat 18 sierpnia 1877 w Szkudli (pow. Pleszew) w rodzinie włościańskiej. Jego ojciec Andrzej (1834-1909) był dzierżawcą, a matka Józefa z d. Jamrozik (1935–1900) prowadziła gospodarstwo. Uczył się w Szkole Powszechnej w Kucharkach, a następnie, kiedy jego rodzina przeprowadziła się do Studzianny, rozpoczął naukę w Szkole Powszechnej w Dolsku. Po jej ukończeniu rozpoczął naukę w Królewskim Gimnazjum w Śremie, skąd w 1897 został wyrzucony za działalność niepodległościową i nauczanie historii Polski w tajnym stowarzyszeniu Marian.

### Powstanie Bokserów
W maju 1898 zgłosił się do niemieckiej Jednostki Wojskowej w Śremie, aby odbyć obowiązkową służbę wojskową. Został oddelegowany do Poznania, a następnie do Gdańska, gdzie wyraził chęć wzięcia udziału w pruskiej misji wojskowej do Chin w celu zwalczania Powstania Bokserów, skierowane przeciwko cudzoziemcom i dynastii Qing. Do Chin przypłynął latem 1899 i jako sanitariusz brał udział w działaniach wojennych. Do Europy powrócił w 1903 roku. Następnie wyjechał wraz z rodziną do Hesji, skąd wrócili w 1909.

### Wielka Wojna
We wrześniu 1914 roku, jako weteran walk w Chinach, został wcielony do Armii Cesarskiej i jako artylerzysta walczył na froncie wschodnim z Rosjanami. Brał udział m.in. w bitwie pod Tannenbergiem. Po rozejmie z Rosją miał zostać przetransportowany pociągiem na zachód, ale zdezerterował i wrócił do Śremu, a następnie do Studzianny.

### Powstanie wielkopolskie
Po wybuchu powstania szybko wstąpił do Kompanii Kórnickiej. Brał udział w walkach z Niemcami, oraz oswobadzaniu garnizonu śremskiego i przejęciu go z rąk niemieckich 30 grudnia 1918. Następnie brał udział w walkach pod Lesznem. Krótko po podpisaniu rozejmu w Trewirze, ze względu na wiek został zwolniony ze służby.

### Późniejsze życie
W 1919 roku został wybrany jako sołtys we wsi Studzianna. Tam czynnie się udzielał. Założył m.in. Ochotniczą Straż Pożarną. W 1926 jawnie wystąpił przeciwko Józefowi Piłsudskiemu po zamachu majowym. Po wybuchu II wojny światowej był ścigany listem gończym w związku z akcją Tannenberg, ale wskutek błędu w nazwisku (Bonietzki) nie został aresztowany. Uniknął tym samym rozstrzelania na rynku w Śremie lub w Książu Wielkopolskim. Po zakończeniu wojny brał udział w odbudowie Poznania. Tak jak przed wojną został wybrany sołtysem i był nim aż do rezygnacji w 1959 roku. Zmarł 18 sierpnia 1963 roku w Studziannie. Został pochowany w Dolsku, a jego szczątki zostały w 2018 roku przeniesione na cmentarz komunalny w Śremie.
Był żonaty z Marianną z d. Wąsik (1877–1964) z którą miał piątkę dzieci.

## Odznaczenia[1]
- Stalowy medal za Kampanię Chińską (1901)
- Krzyż Żelazny II klasy (1915)
- Krzyż Srebrny Orderu Virtuti Militari (1919)
- Brązowy Krzyż Zasługi (1925)